# Bedrock

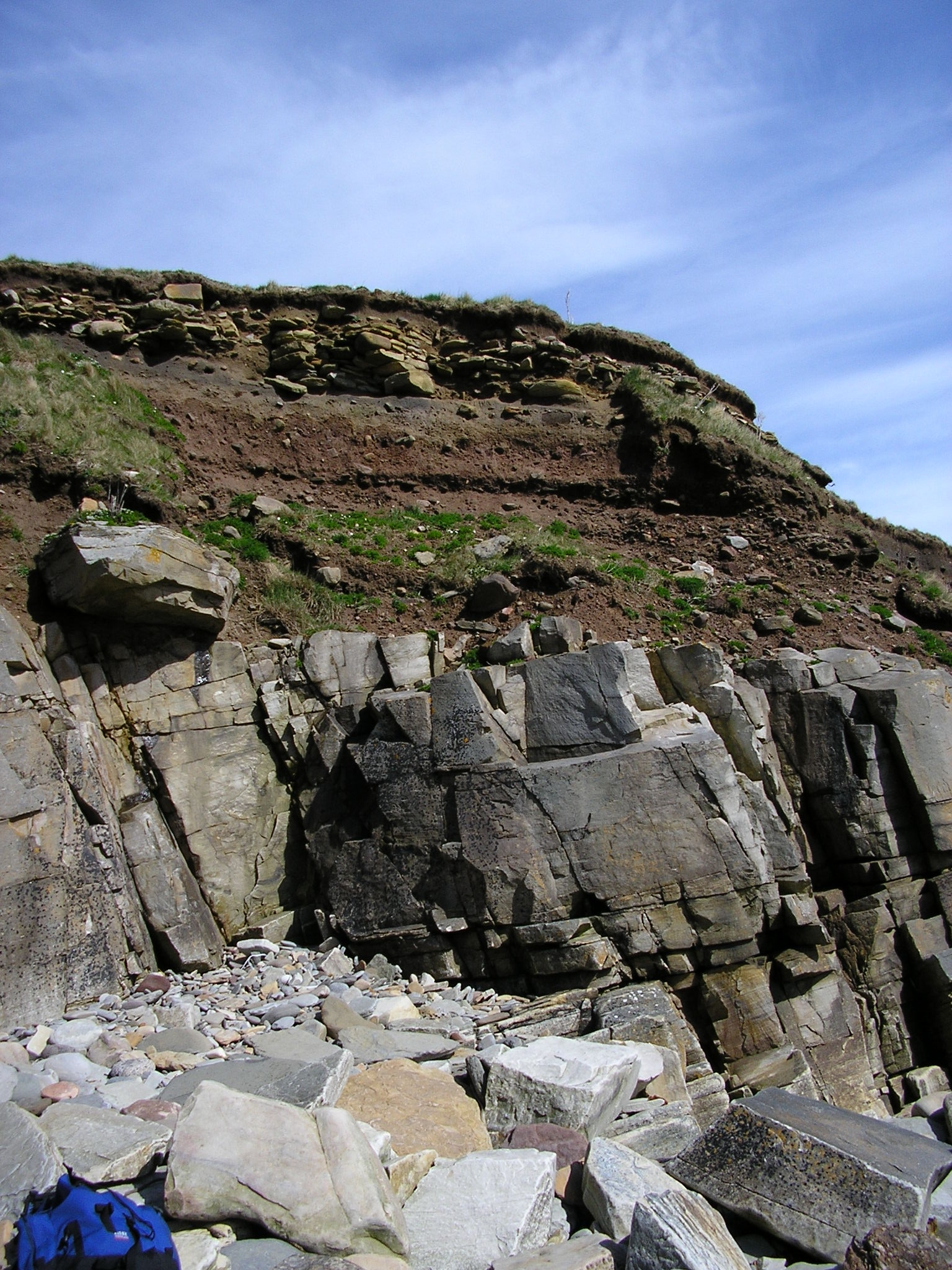
Gebroken gesteentefragmenten over de bedrock

Met bedrock, soms in het Nederlands vertaald als grondgesteente of moedergesteente, wordt in de bodemkunde en geomorfologie het harde, vaste gesteente bedoeld dat zich onder de regoliet bevindt. In de bedrock is geen fysische of chemische verwering doorgedrongen, zodat er geen bodemvorming plaats heeft kunnen vinden.
Hoe diep de bedrock zich in de ondergrond bevindt hangt af van een groot aantal factoren, zoals de geologische situatie, de snelheid van verwering, die voornamelijk afhankelijk is van het klimaat, of geomorfologische processen. Op sommige plekken ligt de bedrock aan het oppervlak, maar bij laterietbodems kan de diepte vele tientallen meters bedragen.

## Overige
- Het verhaal van de The Flintstones speelt zich in de fictieve plaats Bedrock af.
- Bedrock is ook bekend door de video game Minecraft, hierin is het gesteente een onbreekbaar materiaal.